# Broichweiden
Die Orte Euchen, Broich, Linden-Neusen und Weiden der ehemaligen Gemeinde Broichweiden [broːxˈvaɪdn̩] (siehe auch Rheinische Ortsnamen) sind heute Stadtteile von Würselen (gelegentlich fasst man die Orte zum Stadtteil Broichweiden zusammen) in der Städteregion Aachen in Nordrhein-Westfalen.

## Geschichte

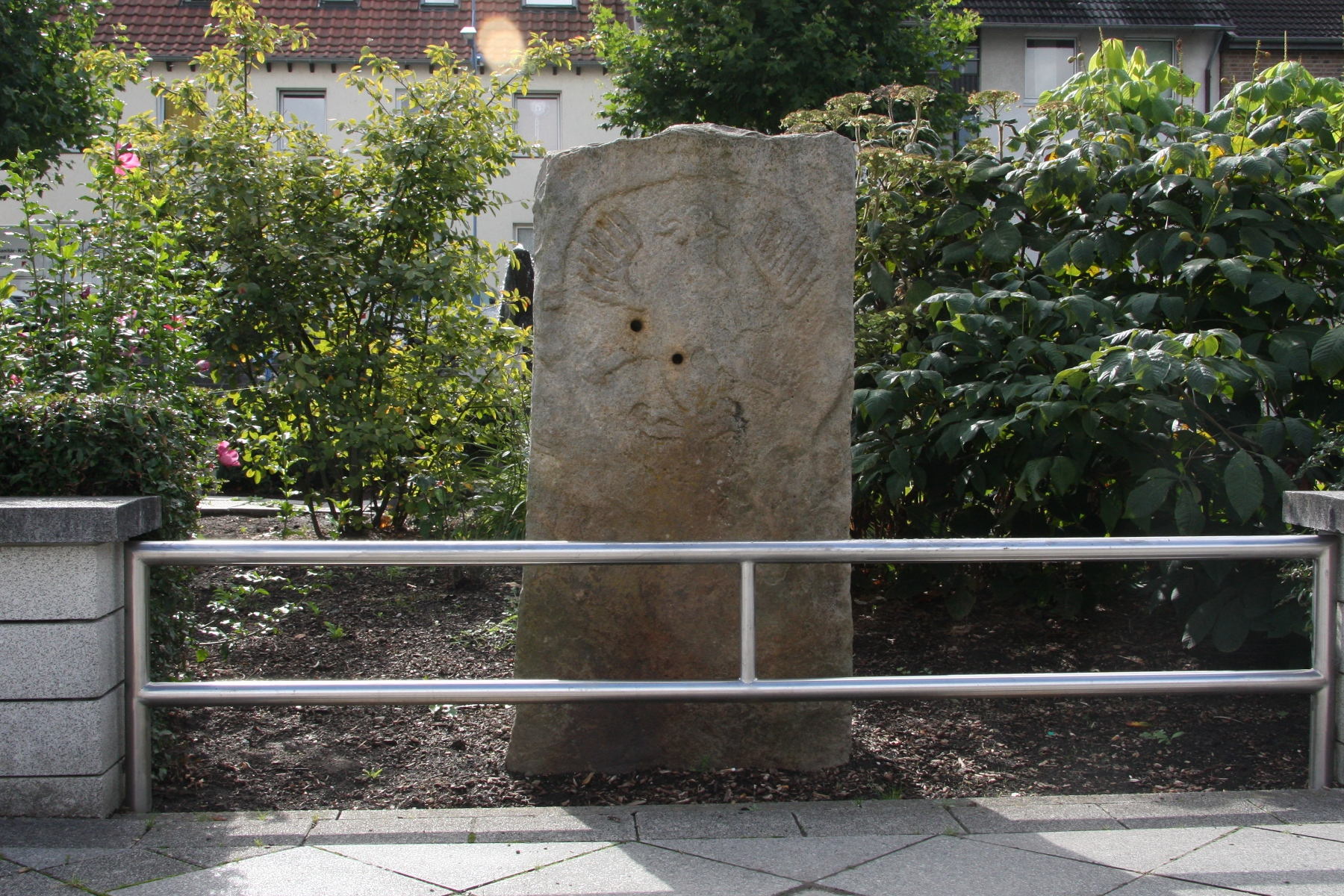
Ehemaliger Grenzstein gegenüber Jülicher Straße 1

Die früheste schriftliche Erwähnung einer Ansiedlung im Bereich der ehemaligen Gemeinde Broichweiden betrifft den Weiler Broich (1130). Ab dem Mittelalter und bis 1798 gehörten das Kirchspiel Broich mit den Orten Broich, Birk, Euchen, Linden, Neusen, Ofden, Schleibach, Vorweiden und einigen Weilern zum Herzogtum Jülich. Weiden, zum Kirchspiel Würselen gehörig, bestand aus den Orten Weiden, Wersch, St. Jobs, Dobach und Dommerswinkel und bildete das Weidener Quartier, eines von sieben Quartieren des Aachener Reiches. Zwischen Weiden und Vorweiden verlief die Reichsgrenze und deren Befestigungsanlage, der Aachener Landgraben, zu dem auch der ehemalige und nicht mehr existierende Wachturm Wambach gehörte. Von 1798 bis 1814 gehörten alle Orte zum Kanton Eschweiler im Département de la Roer, ab 1816 zum neugebildeten Landkreis Aachen in Preußen. 1806 wurden die beiden Kirchspiele zu Gemeinden. 1934 wurden die Gemeinden Broich und Weiden zur Gemeinde Broichweiden vereinigt. Am 1. Januar 1972 wurden die Gemeinden Bardenberg und Broichweiden sowie die Stadt Würselen zur neuen Stadt Würselen zusammengelegt.
Vorweiden bildete zusammen mit Lürken viele Jahrhunderte lang die evangelische Kirchengemeinde „Vorweiden-Lürken“. Nach der Abbaggerung von Lürken bildete Vorweiden, nun zur Gemeinde Broichweiden gehörig, zusammen mit dem benachbarten Hoengen (zur Stadt Alsdorf gehörig) die evangelische Kirchengemeinde „Hoengen-Broichweiden“.
Das Vorweidener „Jungenspiel Nassau“ wurde im Jahre 1851 gegründet.

## Wappen
| Ehemaliges Gemeindewappen von Broichweiden | Blasonierung: „Halbgespalten und geteilt von Gold (Gelb) über Grün; oben, vorn ein wachsender rotbewehrter Adler und hinten ein steigender rot bezungter schwarzer Löwe; unten ein aufrechtes, schwebendes silbernes (weißes) Flugzeug.“ |
| Ehemaliges Gemeindewappen von Broichweiden | Wappenbegründung: Das Broichweidener Wappen wurde 1935 durch den Oberpräsidenten der Rheinprovinz verliehen. Es zeigt im oberen Teil den Aachener Adler, der auf die ehemalige Zugehörigkeit Broichweidens zum Aachener Reich, dem Territorium der ehemaligen Reichsstadt Aachen hinweist, und den Jülicher Löwen, der für die Zugehörigkeit zur Grafschaft bzw. später Herzogtum Jülich ab dem 13. Jahrhundert steht. Das Flugzeug im unteren Teil weist auf den Flugplatz Merzbrück hin. |

## Sehenswürdigkeiten

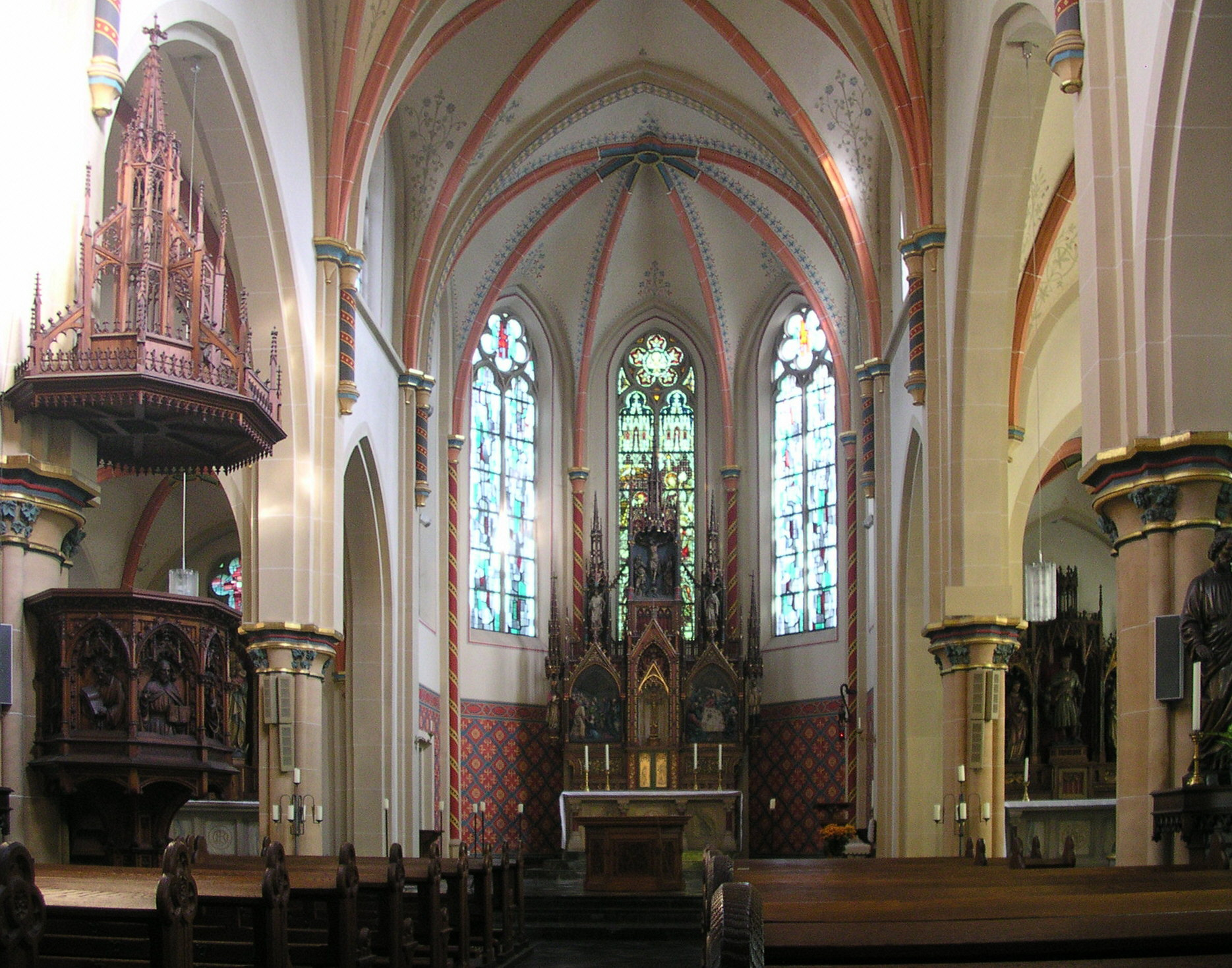
St. Nikolaus

Sehenswürdig sind der Jüdische Friedhof bei Gut Wambach sowie die Kirchen St. Nikolaus, St. Lucia und St. Willibrord sowie das Gut Klösterchen in der Nähe des Merzbachs. Von regionaler Bedeutung sind der Flugplatz Aachen-Merzbrück und das Gewerbegebiet „Aachener Kreuz“. Wie im übrigen Würselener Stadtgebiet auch, haben Jungenspiele in den einzelnen Orten eine lange Tradition.

## Sport
Die beiden Sportvereine DJK Westwacht 05 Weiden e. V. und Weidener Turnverein 1869 e. V. spielten mit den Senioren- und Jugendmannschaften in den Ligen des Handball-Verbands Mittelrhein. Die Handballabteilungen der beiden Vereine fusionierten 2018 zum Handballclub Weiden 2018 e. V. Des Weiteren ist der Weidener Turnverein 1869 e. V. Veranstalter der traditionellen Internationalen Weidener Handballtage – Franz Otten Gedächtnisturnier, welche seit 1987 jedes Jahr im Sommer auf dem Weidener Sportplatz stattfinden.
Am 1. Juli 2009 traten die Abteilung Frauen- und Mädchenfußball des FC Teutonia Weiden dem TSV Alemannia Aachen bei. Der Verein wurde im Jahre 1919 gegründet.

## Verkehr
Broichweiden liegt an der Landesstraße L 223 (ehemals B 264) zwischen Aachen und Eschweiler.
Die AVV-Buslinien 11, AL1 und WÜ1 der ASEAG verbinden den Ort mit Würselen Mitte, Aachen, Alsdorf und Kohlscheid. Zusätzlich verkehrt in den Nächten vor Samstagen sowie Sonn- und Feiertagen die Nachtexpresslinie N9 der ASEAG.
| Linie | Verlauf |
| ----- | --- |
| 11    | Walheim Hasbach – Walheim – Nütheim – Schleckheim – Oberforstbach / Oberforstbach Gewerbegebiet – Lichtenbusch – Waldfriedhof – Burtscheid – Marienhospital – Aachen Hbf – Misereor – Elisenbrunnen – Aachen Bushof – Ludwig Forum – Talbot – Haaren – Würselen Kaninsberg – Weiden – Vorweiden – Linden-Neusen – (Broich –) Broicher Siedlung – Blumenrath – Montanstraße – Mariadorf – Hoengen |
| AL1   | Alsdorf-Annapark – Kellersberg – Ofden – Euchen – Broich – Neusen |
| WÜ1   | (Stadtbus Würselen) Euchen – Broich – Linden-Neusen – Vorweiden – Weiden – Gewerbegebiet Aachener Kreuz – Würselen – Kohlscheid – Kohlscheid Bf |
| N9    | Nachtexpress: nur in den Nächten vor Samstagen sowie Sonn- und Feiertagen Elisenbrunnen – Aachen Bushof – (Liebigstr. → Haaren → / ← Alter Tivoli ← Scherberg ← Würselen ← Alsdorf) Weiden – Vorweiden – Linden-Neusen – Broicher Siedlung – Alsdorf-Mariadorf – Siedlung Ost – Alsdorf Annapark                                                                                                 |

Buslinien verbinden den Ort mit Aachen, Alsdorf und dem restlichen Stadtgebiet von Würselen. Die nächste Anschlussstelle ist „Broichweiden“ (5a) an der A 44. Die Hauptdurchfahrtstraße wird seit dem 10. Juni 2011 durch die neue Kreisstraße K 34 entlastet. Hinzu kommt der nahe Flugplatz Aachen-Merzbrück.